# Путеец (Коми)
Путе́ец — посёлок городского типа в составе муниципального района Печора в Республике Коми, административный центр городского поселения Путеец.

## География
Расположен в 4 км северо-западнее города Печора на правобережье реки Печора.

## История
Статус посёлка городского типа — с 1975 года.

## Население
| 1989  | 2002  | 2009  | 2010  | 2012  | 2013  | 2014  |
| ----- | ----- | ----- | ----- | ----- | ----- | ----- |
| 1485  | ↘1286 | ↘1235 | ↘1116 | ↘1074 | ↘1060 | ↘1049 |
| 2015  | 2016  | 2017  | 2018  | 2019  | 2020  | 2021  |
| ↘1023 | ↘1021 | ↘983  | ↘950  | ↘918  | ↘910  | ↘769  |
| 2024  |       |       |       |       |       |       |
| ↘736  |       |       |       |       |       |       |

## Достопримечательности
Одна из 12 улиц поселка имеет уникальное, не имеющее аналогов в России название - Собачья улица..